# Bruno Cheyrou
Bruno Cheyrou, född 10 maj 1978, är en fransk före detta fotbollsspelare (mittfältare) som mellan 2002 och 2004 spelade fyra matcher för det franska landslaget. Han har en yngre bror, Benoît Cheyrou, som även han är professionell fotbollsspelare.

## Biografi
Cheyrou slog igenom i Lille i början på 2000-talet då laget bland annat besegrade Manchester United i Champions League efter mål av Cheyrou. Sommaren 2002 värvades han till Liverpool av lagets franska tränare Gerard Houllier för 4,5 miljoner pund. Cheyrou hade svårt att ta en ordinarie plats i Liverpool och när Rafael Benitez tog över som tränare efter Houllier lånades Cheyrou istället ut till Marseille och senare Bordeaux i den franska ligan. Under två säsonger i Liverpool spelade han totalt 48 matcher och gjorde 5 mål.
Efter låneperioderna i Marseille och Bordeaux skrev han på för Rennes sommaren 2006. Han kom att stanna tre och en halv säsong i Rennes och spela mer än 100 ligamatcher för klubben. I januari 2010 skrev han sedan på för den cypriotiska klubben Anorthosis Famagusta FC, men redan till sommaren återvände han till Frankrike då han skrev på ett tvåårskontrakt med FC Nantes.